# Инкскејп
Инкскејп је векторско–графички програм за цртање дистрибуиран под ГНУ-овом општом јавном лиценцом. Доступан је у оперативним системима Linux, FreeBSD, Mac OS X, Microsoft Windows. Исказани циљ је да овај програм постане моћна графичка алатка у потпуности у складу са стандардима XML, SVG и CSS. Ипак, Инкскејпова имплементација стандарда SVG и CSS је још увек непотпуна. Најуочљивији је недостатак подршке за анимацију и SVG фонтове.
Инкскејп има вишејезичку подршку, чак и за компликована писма, што је опција коју тренутно не подржава већина комерцијалних апликација за векторску графику. Међу језицима на које је локализован је и српски.